# Stenoma disjecta
Stenoma disjecta es una especie de polilla del género Stenoma, orden Lepidoptera.
Fue descrita científicamente por Zeller en 1854.

## Distribución
Se distribuye por Guayanas, Bolivia y Brasil.